# Kosov (okres Šumperk)
Obec Kosov (německy Kosse) se nachází v okrese Šumperk v Olomouckém kraji. Žije zde 318 obyvatel.
Je to malá, chatařská vesnice s bohatou přírodou. Pouhých 6 km od Kosova se nachází město Zábřeh a na druhé straně vesnice Hoštejn. Do obou měst vede cesta v lese.

## Historie
První písemná zmínka o obci pochází z roku 1360.

## Kulturní památky
V katastru obce jsou evidovány tyto kulturní památky:
- Rychta (bývalá), čp. 1 – rozsáhlá architektura s neporušenou dispozicí, klenutými chlévy a fasádou z roku 1834
- Chalupnická usedlost čp. 80 – roubená lidová architektura z počátku 19. století
- Krucifix za vesnicí

Další památky nechráněné zákonem:
- Kaple a pomník obětem světových válek